# Pilizetes denticulatus
Pilizetes denticulatus är en kvalsterart som beskrevs av Sandór Mahunka 1986. Pilizetes denticulatus ingår i släktet Pilizetes och familjen Galumnidae. Inga underarter finns listade i Catalogue of Life.